# Caivano
Caivano – miasto i gmina we Włoszech, w regionie Kampania, w prowincji Neapol.
Według danych na rok 2004 gminę zamieszkiwały 36 082 osoby, 1336,4 os./km².